# 千のプラトー
千のプラトー（原題：Mille Plateaux）は、フランスの哲学者ジル・ドゥルーズと精神分析家フェリックス・ガタリの共著となる1980年刊行の評論集である。
前作『アンチ・オイディプス』の内容を引き継ぎ、各章が前作で展開された難解な概念の解説章のような趣を呈する。「いかにして器官なき身体を獲得するか」「生成変化」「リトルネロ」「戦争機械」など。プラトーとは台地を意味するフランス語で、各章を意味し、それぞれが複雑な概念で構成された高み（山ではなく頂が平面であることが、存立平面への比喩も兼ねている）となっていることを表わす。